# 岭南鳞盖蕨
岭南鳞盖蕨（学名：Microlepia matthewii）为姬蕨科鳞盖蕨属下的一个种。

## 扩展阅读
維基物種上的相關：岭南鳞盖蕨